# Umban Sari
Umban Sari is een bestuurslaag in het regentschap Pekanbaru van de provincie Riau, Indonesië. Umban Sari telt 15.511 inwoners (volkstelling 2010).